# ヌール・バヌ

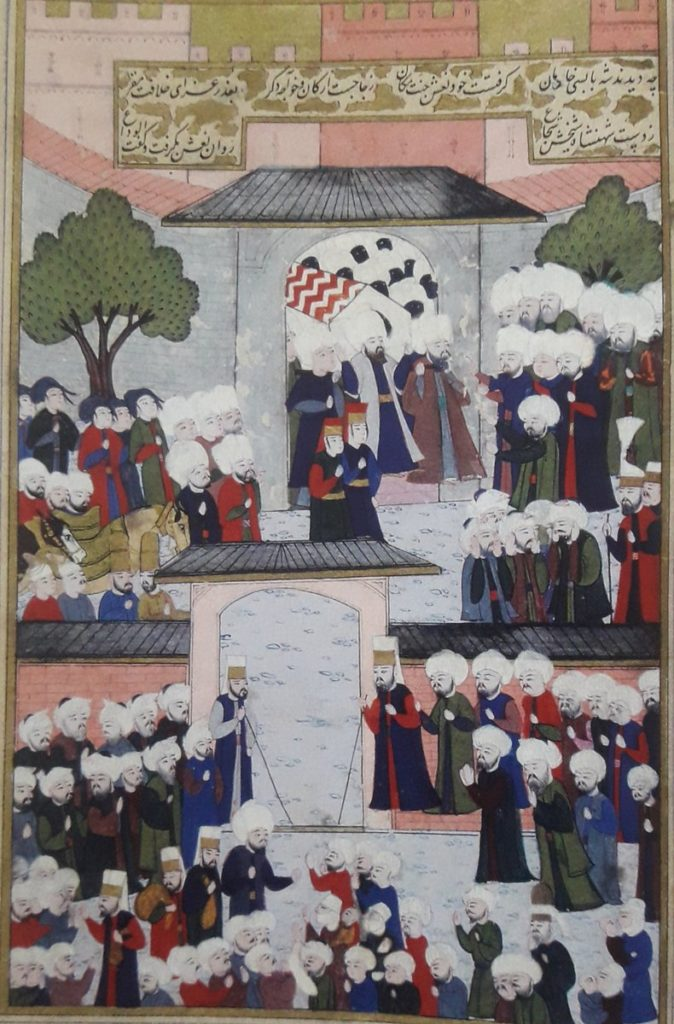
ヌール・バヌの葬儀

ヌール・バーヌーまたはヌールバーヌー（Nur-banu, Nurbanu, 1525年 - 1587年）は、オスマン帝国皇帝セリム2世のハセキ（妾）。ムラト3世の母。

## 生涯
元の名は、チェチーリア・ヴェニエル＝バッフォといい、ユダヤ系ヴェネツィア貴族の女性である。伯父はヴェネツィア共和国の元首（ドージェ）を務めたセバスティアーノ・ヴェニエル。
1537年、彼女はエーゲ海のパロス島でオスマン帝国に捕らわれ、イスタンブールへ送られて奴隷としてスルタンの後宮に入った。名をヌール・バーヌー（光の姫、という意味）と改めた彼女は、セリム2世の寵愛を受け、皇子ムラトを生んだ。
1574年、セリムが死ぬと、彼女はその死を外に漏らさないよう棺を氷室に隠させた。遠くアナトリア半島のマニサで知事を務める息子ムラトが首都に到着するまで、時間を稼いだのだった。ムラトが即位したのは、父の死後12日後だった。ヌール・バーヌーは後宮の実権を握ったのみならず、大宰相ソコルル・メフメト・パシャと協力し皇帝の摂政として政治を後宮から動かした。彼女は、ハレム女性の最高位であるヴァリデ・スルタン（Valide Sultan　皇帝の生母。母太后）の称号を得た初めての女性だった。摂政であった1574年から1583年まで、ヌール・バーヌーはカトリーヌ・ド・メディシスやエリザベス1世らと協力関係を結び、親ヴェネツィア共和国の強力な同盟を築いた。このため、ヴェネツィアと敵対するジェノヴァ共和国に非常に憎まれるようになった。彼女は、1587年（没年を1583年とする説もある）に不可解な死を遂げるが、ジェノヴァの送り込んだ暗殺者により毒殺されたといわれる。

## ヌールバーヌーを演じた人物
- 「オスマン帝国外伝〜愛と欲望のハレム〜」ではメルヴェ・ボルーシュ（w:tr:Merve Boluğur）が演じた。